# Oskar Naegeli
Oskar Naegeli (Ermatingen, 25 de febrer de 1885, - Friburg, 19 de novembre de 1959), fou un dermatòleg i jugador d'escacs suís.

## Resultats destacats en competició
Va representar Suïssa a les Olimpíades d'escacs oficials de 1927, 1928, 1931 i 1935, i també a la III Olimpíada d'escacs no oficial de Múnic 1936.
Naegeli fou dos cops campió de Suïssa (1910 i 1936).
El 1932 va perdre un matx contra Ossip Bernstein (1 : 3), i el 1933 contra Salo Flohr (2 : 4).
Va participar en els forts torneigs internacionals de Berna 1932 i de Zuric 1934, ambdós guanyats per Aleksandr Alekhin.
Era el tiet-avi de l'artista Harald Naegeli.
En el camp de la dermatologia, va donar nom a la Síndrome de Naegeli.